# Asteia minor
Asteia minor är en tvåvingeart som beskrevs av Malloch 1934. Asteia minor ingår i släktet Asteia och familjen smalvingeflugor.
Artens utbredningsområde är Marquesasöarna. Inga underarter finns listade i Catalogue of Life.